# 郭心漪
郭心漪（英語：Kuo, Hsin-i，1974年—）台灣水彩畫家，出生於臺中市，畢業於臺中教育大學美術系研究所。

## 生平
1974年生於臺中市，1995年成立真工藝術工作室位於台中市東區，2014~2015年就讀於臺中教育大學美術系研究所。

## 個展
- 2010~2013年「發現˙感動──郭心漪水彩個展」，臺中大墩文化中心
- 2010年 財團法人英才文教基金會
- 2011年「發現˙感動──郭心漪水彩個展」，臺中港區藝術中心、臺北國立中正紀念堂
- 2012年　「發現˙感動──郭心漪水彩個展」，臺中屯區藝文中心
- 2013年「發現˙感動──郭心漪水彩個展」，國立國父紀念館
- 2013年「心象˙清漪──郭心漪水彩個展」，高雄文化中心
- 2013年台北新藝術博覽會，台北
- 2014年「臺中市美術家接力展」，豐原葫蘆墩文化中心
- 2014年「記憶折射──郭心漪水彩創作個展」，中教大聯展
- 2014年「幸福時光──郭心漪水彩創作個展」，台中琳藝術
- 2014年「形韻色影──郭心漪水彩創作個展」，台北國泰世華藝術中心
- 2014年「心之所漪──郭心漪水彩創作個展」，新北宏達電HTC Space
- 2015年「心象˙清漪──郭心漪水彩創作展」，國立中正紀念堂、大墩文化中心
- 2015年「樸而見真──郭心漪水彩創作展」，台中春耕藝展空間
- 2015年「漫遊──郭心漪水彩創作展」，台北國泰世華藝術中心
- 2015年「池塘意象──郭心漪水彩創作展」，台中佛光緣美術館
- 2015年「心象清漪──郭心漪水彩創作展」，台中大墩文化中心
- 2016年「心湖漣漪──郭心漪水彩創作展」，台北Gallery101
- 2016年「心湖漣漪──郭心漪水彩創作展」，高雄至真堂
- 2016年「藝術是橋樑──郭心漪水彩創作展」，土耳其 安卡拉努若藝廊
- 2016年 安塔利亞世博會，土耳其
- 2017年「尋藏──郭心漪水彩創作展」，台中中友時尚藝廊
- 2017年「活水──郭心漪水彩創作展」，桃園國際水彩大展
- 2017年「心湖漣漪──郭心漪水彩創作展」，台中港區藝術中心
- 2018年「池塘觀境──郭心漪水彩創作展」，台北土地銀行館前藝廊
- 2019年「心瀞觀漪──郭心漪水彩創作展」，台中佛光緣美術館
- 2019年「心瀞觀漪──郭心漪水彩創作展」，高雄佛陀紀念館
- 2021年「形上形下水彩特展──郭心漪水彩創作展」，台北藝文推廣處
- 2021年「靜止的詩猶在流動──郭心漪水彩創作展」，台北福華沙龍
- 2021年「活水──郭心漪水彩創作展」，桃園國際水彩雙年展
- 2021年「品·池塘──郭心漪水彩創作展」，台北君品酒店

## 聯展
- 2013~2015年　每年應邀參展臺中市當代藝術家聯展、國際彩墨藝術展
- 2014~2015年　每年應邀參展臺中市女性藝術家聯展

## 獲獎
2010~2013年　
- 第17屆大墩美展水彩類第一名
- 第57屆中部美展水彩類第三名
- 第14屆磺溪美展優選暨全興獎
- 第2屆新北市美展水彩類優選
- 2012南瀛獎佳作

## 外部連結
- 官方网站
- 郭心漪的Facebook專頁